# Nativity in Black
Nativity in Black est le nom de deux albums hommage à Black Sabbath sortis en 1994 et en 2000. Ces albums sont constitués de reprise de Black Sabbath par divers artistes. Le titre de l'album est tiré d'un morceau de Black Sabbath intitulé N.I.B..
Le groupe Bullring Brummies fut monté pour l'occasion. Il est composé du bassiste de Black Sabbath Geezer Butler, du batteur de Black Sabbath Bill Ward, de Rob Halford chanteur de Judas Priest et Fight, du guitariste Scott "Wino" Weinrich de The Obsessed, du guitariste Brian Tilse de Fight et de Jimmy Wood à l'harmonica.

## Chansons

### Nativity in Black I
1. After Forever — Biohazard - 5:46
  - à l'origine sur l'album Master of Reality.
2. Children of the Grave — White Zombie - 5:50
  - à l'origine sur l'album Master of Reality.
3. Paranoid — Megadeth - 2:32
  - à l'origine sur l'album Paranoid.
4. Supernaut — 1000 Homo DJs (un groupe parallèle d'Al Jourgensen de Ministry) - 6:39
  - à l'origine sur l'album Vol. 4.
5. Iron Man — Ozzy Osbourne avec Therapy? - 5:26
  - à l'origine sur l'album Paranoid.
6. Lord of this World — Corrosion of Conformity - 6:25
  - à l'origine sur l'album Master of Reality.
7. Symptom of the Universe — Sepultura - 4:15
  - à l'origine sur l'album Sabotage.
8. The Wizard — Bullring Brummies - 5:01
  - à l'origine sur l'album Black Sabbath.
9. Sabbath Bloody Sabbath — Bruce Dickinson avec Godspeed - 5:36
  - à l'origine sur l'album Sabbath Bloody Sabbath.
10. N.I.B. — Ugly Kid Joe - 5:28
  - à l'origine sur l'album Black Sabbath.
11. War Pigs (Live) — Faith No More - 7:02
  - à l'origine sur l'album Paranoid.
12. Black Sabbath — Type O Negative - 7:45
  - à l'origine sur l'album Black Sabbath.
13. Solitude — Cathedral - 4:52 (sur l'édition européenne seulement)
  - à l'origine sur l'album Master of Reality.

### Nativity in Black II
1. Sweet Leaf — Godsmack - 4:54
  - à l'origine sur l'album Master of Reality.
2. Hole In The Sky — Machine Head - 3:32
  - à l'origine sur l'album Sabotage.
3. Behind The Wall Of Sleep — Static-X - 3:31
  - à l'origine sur l'album Black Sabbath.
4. Never Say Die! — Megadeth - 3:46
  - à l'origine sur l'album Never Say Die!.
5. Snowblind — System of a Down - 4:40
  - à l'origine sur l'album Vol. 4.
6. Electric Funeral — Pantera - 5:53
  - à l'origine sur l'album Paranoid.
7. N.I.B. — Primus avec Ozzy Osbourne - 5:57
  - à l'origine sur l'album Black Sabbath.
8. Hand of Doom — Slayer - 5:15
  - à l'origine sur l'album Paranoid.
9. Under the Sun — Soulfly - 5:45
  - à l'origine sur l'album Vol. 4.
10. Sabbra Cadabra — Hed PE - 3:12
  - à l'origine sur l'album Sabbath Bloody Sabbath.
11. Into The Void — Monster Magnet - 8:03
  - à l'origine sur l'album Master of Reality.
12. Iron Man (This Means War) — Busta Rhymes avec Ozzy Osbourne - 4:38
  - à l'origine sur l'album Paranoid.

## Source
- (en) Cet article est partiellement ou en totalité issu de l’article de Wikipédia en anglais intitulé « Nativity in Black » (voir la liste des auteurs).